# DINA S.A.
DINA (ісп. Diesel Nacional, англ. National Diesel) є мексиканським виробником важкої та спеціальної техніки, вантажівок, міських автобусів, бронетранспортерів та міжміських автобусів. Компанія належить родині Гомеса Флореса.
В даний час компанія розповсюджує свою продукцію в таких країнах світу як США, Велика Британія, Росія, Іран, Єгипет, Сирія, Мексика, Нікарагуа та інші центральноамериканські і південноамериканські країни. У США і Канаду компанія раніше продавала автобуси Dina Viaggio під іменем колишньої дочірньої компанії, Motor Coach Industries, оскільки цей бренд був більш відомим.

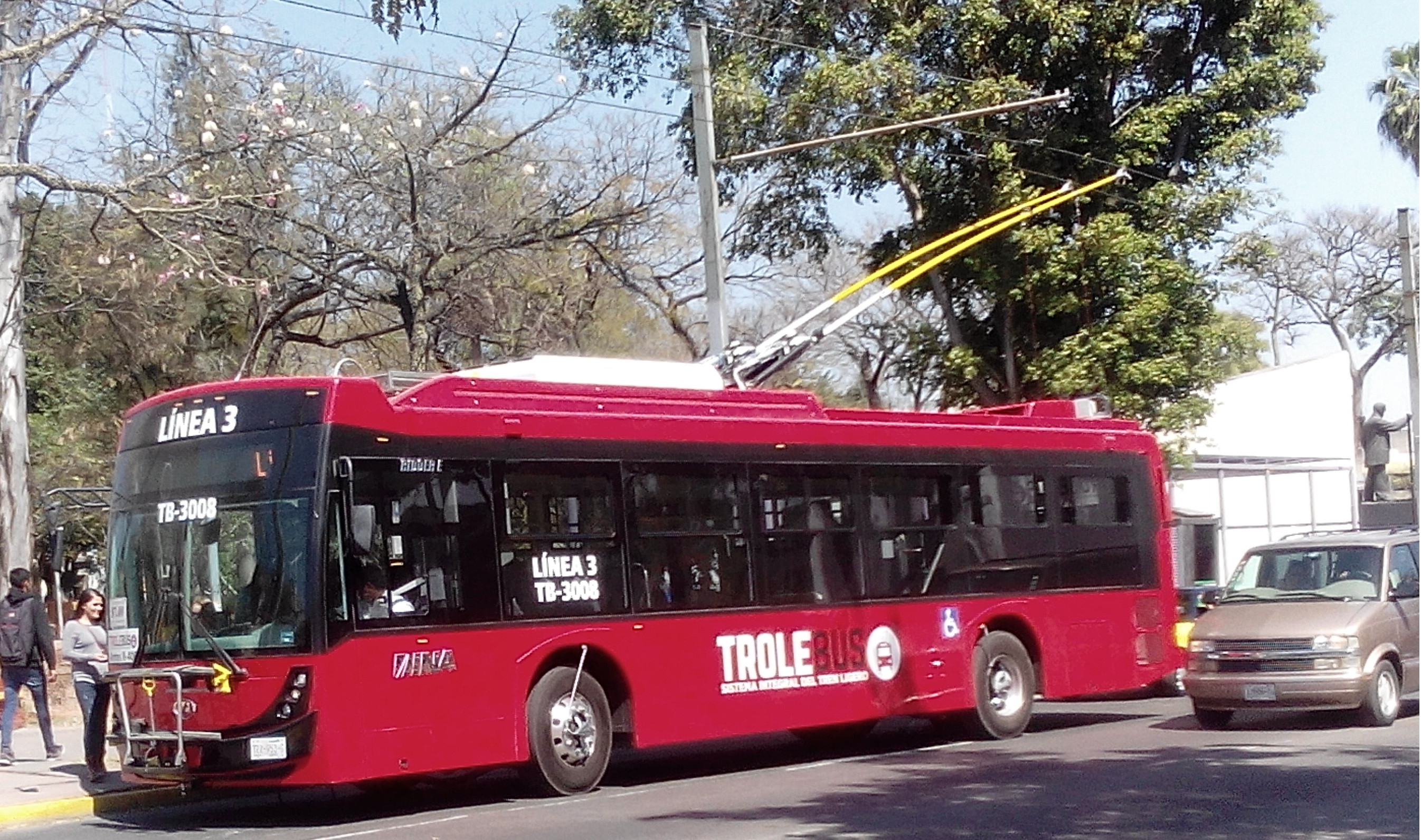
Dina Electric Тролейбус в Гвадалахарі

## Історія
Компанія DINA була заснована як Diesel Nacional S.A у 1951 році з підписанням угоди з Fiat S.p.A. для розвитку виробництва вантажних автомобілів і автобусів у Мексиці.
У 1962 році DINA почала збирати іноземні автобуси, а також виробляти середні вантажівки з використанням двигунів International та Cummins.
У 1987 році був підписаний технологічний альянс з Navistar International. Через два роки DINA була придбана Консорціумом «G» Group DINA, хоча продовжувала використовувати двигуни Navistar.
У 1994 році група компаній DINA була зареєстрована на Нью-Йоркській фондовій біржі та придбала акції в Motor Coach Industries Був заснований новий напрям діяльності, орієнтований на оренду, і почався експорт до Південної Америки під торговою маркою DIMEX.
У 1995 році, щоб досягти технологічної незалежності, DINA інвестувала 70 мільйонів доларів у свій проект HTQ для модернізації виробничої бази. Завдяки консультаціям від BMW, Design Works і Roush Industries вона розробила нову модульну концепцію для вантажних автомобілів класу 6, 7 і 8, що відповідає міжнародним нормам і досягає наступних цілей:
- Можливість експорту на будь-які ринки світу.
- Оптимізація, ефективність та продуктивність.
- Затвердження запчастин для виробників комплектного обладнання.
- Розробка з урахуванням різноманітних кліматичних та територіальних особливостей регіонів Мексики.
- Спрощення виробництва.
- Оптимізація витрат на оснащення.

У 1997 році було засновано аргентинський підрозділ автозапчастин DINA SA, а також завод AIRDIN у місті Берналь, муніципалітет Буенос-Айрес, а в Мексиці — широку лінійку автобусів: F11, F12 і F14, використовуючи нові технології HTQ.
У 1998 році DINA запустила нову лінійку автомобілів HTQ. Вона також завершила альянс з Navistar і підписала контракт із Western Star, скасування якого було основною причиною подальшого економічного колапсу DINA. DINA була змушена продати 6 % своїх акцій MCI фірмі Joseph Littlejohn & Levy. Цього ж року DINA відкрила мексиканську фірму Especiales, SA C.V. у Гвадалахарі, Халіско. Промисловий комплекс, що складається з п'яти заводів, виробляє автотели та деталі.
З 2001 року компанія DINA застосовує свій власний виробничий процес HTQ на всіх своїх міжміських автобусах.
У 2008 році Dina розширила використання технологій HTQ на вантажних автомобілях і міських автобусах, щоб зберегти свої позиції на ринку міських автобусів, і вирішила зайнятися спеціалізованими вантажними автомобілями, а також іноземним автобусним сегментом.

## Моделі
- HTQ LINNER 10 (міський транспорт)
- HTQ LINNER 12 (міський транспорт)
- HTQ LINNER G (на основі природного газу)
- HTQ RUNNER 8 (на основі природного газу)
- HTQ RUNNER 9 (на основі природного газу)
- HTQ RUNNER 9G (на основі природного газу)
- HTQ RUNNER 10 (міський транспорт)
- HTQ PICKER (розширена панорама)
- HTQ OUTSIDER (міжміський транспорт)
- HUSTLER (трактор)
- BRIGHTER
- RIDDER E
- RIDDER G
- BULLER (автобус)